# Leksakståg
Leksakståg är leksaker som föreställer tåg, till exempel BRIO-tåg. Gränsen mellan leksakståg och modelljärnväg är flytande, och handlar till stor del om att modelljärnvägar har en äldre målgrupp, medan lekskståget säljs till lägre pris.

### Fotnoter
1. ↑  ”Arkiverade kopian”. Arkiverad från originalet den 3 mars 2012. https://web.archive.org/web/20120303072807/http://reviews.ebay.com/MarX-Trains-and-Toys-Guide-The-Toy-King-Louis-Marx_W0QQugidZ10000000004057543. Läst 27 augusti 2012.